# Microsoft Lumia 435
Il Microsoft Lumia 435 è uno smartphone  di fascia bassa prodotto da Microsoft che fa parte della serie Lumia. È stato concepito per essere, assieme al Nokia Lumia 630, il best seller della nuova gamma di dispositivi con Windows Phone 8.1 di serie.
È disponibile anche in versione Dual SIM e con cover intercambiabile in 4 differenti colori: verde brillante, arancione brillante, bianco e nero.